# 霹雳可卡因

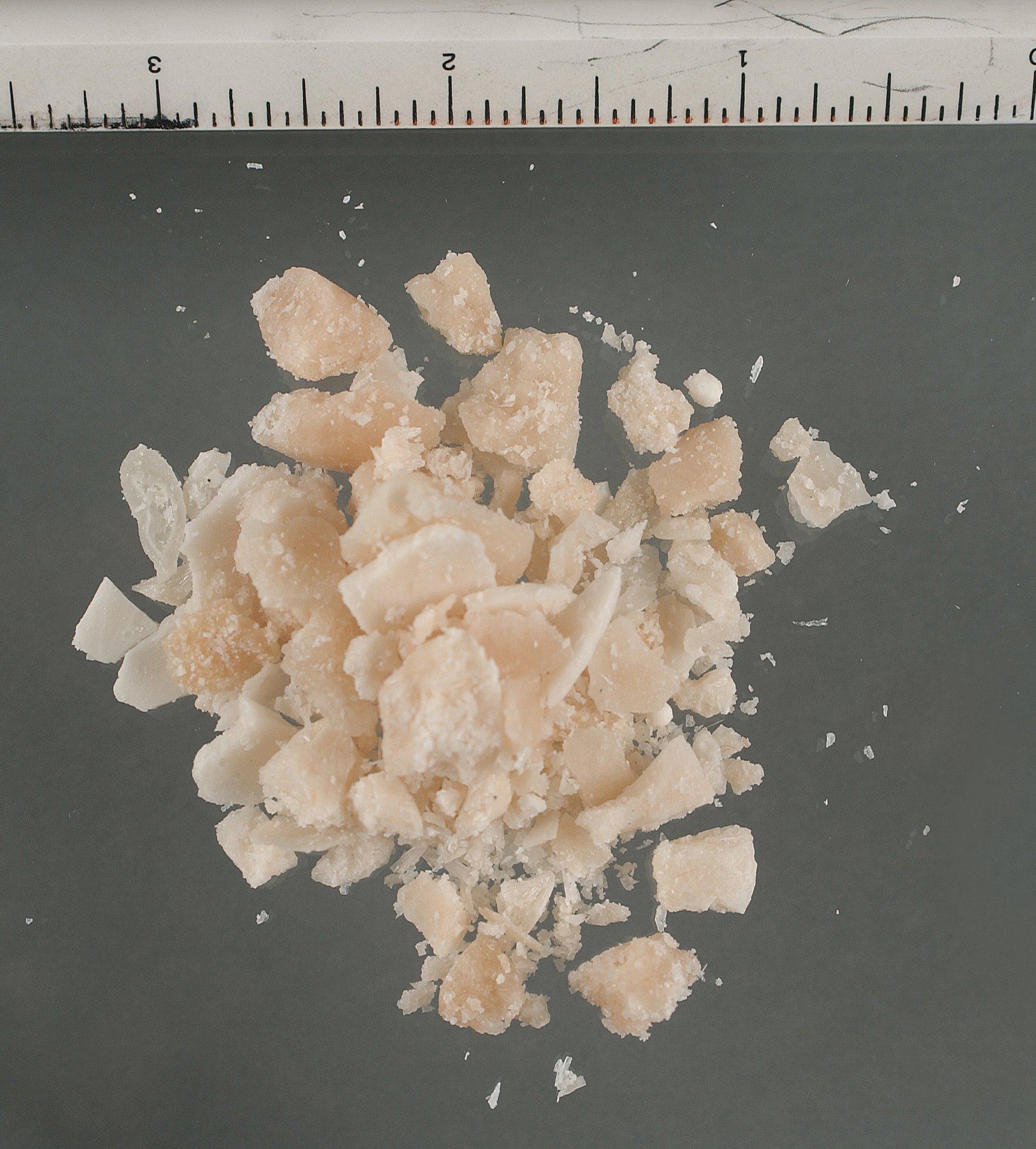
霹雳可卡因的一张图片

霹雳可卡因（英語：Crack cocaine），又称快客可卡因、快克古柯碱 ，克拉克可卡因，是可卡因的游离碱形式，也是吸食可卡因时的一种常见形式。它是由可卡因盐酸盐用碱如碳酸氢钠、氨或氢氧化钠处理、再将水蒸发而得，纯品为泛白色、带有锯齿状边缘的块状固体，密度比烛蜡略高。市售固体通常还会掺入其他的各类成分，以降低成本。
霹雳可卡因最早於1980年代中期在美国纽约、洛杉矶和迈阿密等市的贫困街区首先出现，因制备时会发出爆裂声而得名。相比可卡因盐酸盐，可卡因的游离形式（即霹雳可卡因）的熔点要低很多，更容易挥发和产生效果，因此它受到可卡因吸食者的青睐。

## 娛樂性用途

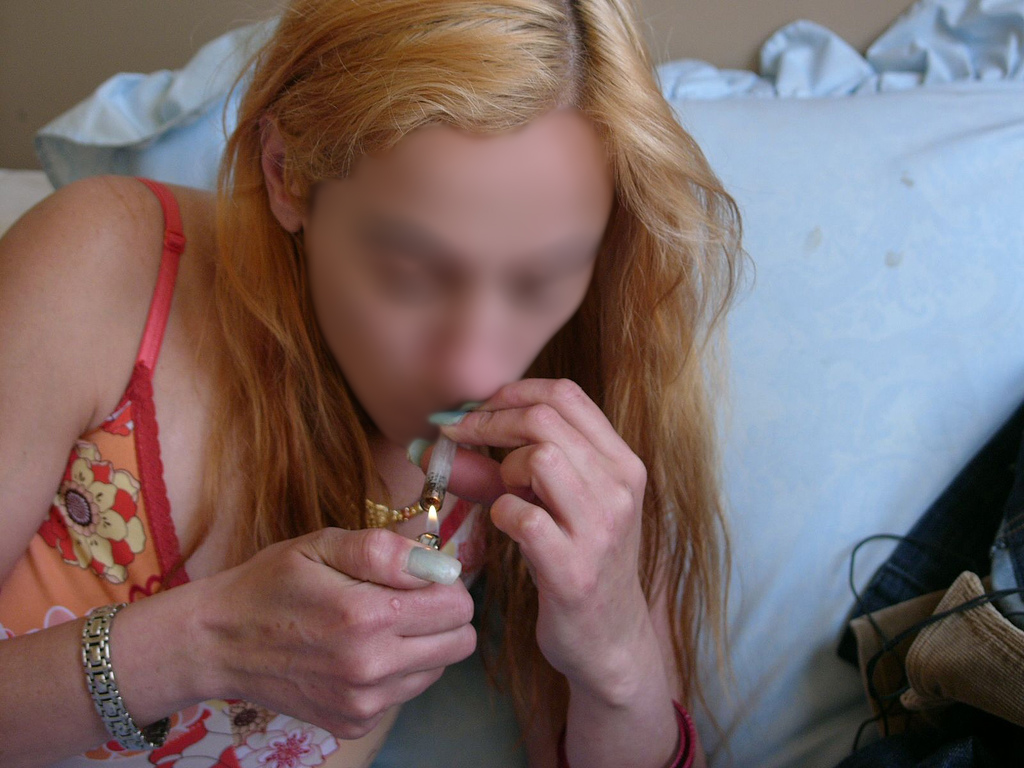
一位正在吸食快克的女人

快克通常用作娛樂性藥物，其效果包括欣快感、極度自信、食慾不振、失眠、警覺、能量增加、渴望更多古柯鹼、潛在偏執狂（使用後結束）。它的最初作用是釋放大量的多巴胺，一種引起興奮感的大腦化學物質。高峰通常持續5-10分鐘，之後，大腦中的多巴胺水平驟降，使用戶感到沮喪和低落。當（粉狀）古柯鹼溶解並注射後，進入血液的吸收速度至少與吸食快克時的藥物吸收速度一樣快，並且可能會出現類似的欣快感。

## 不良影響

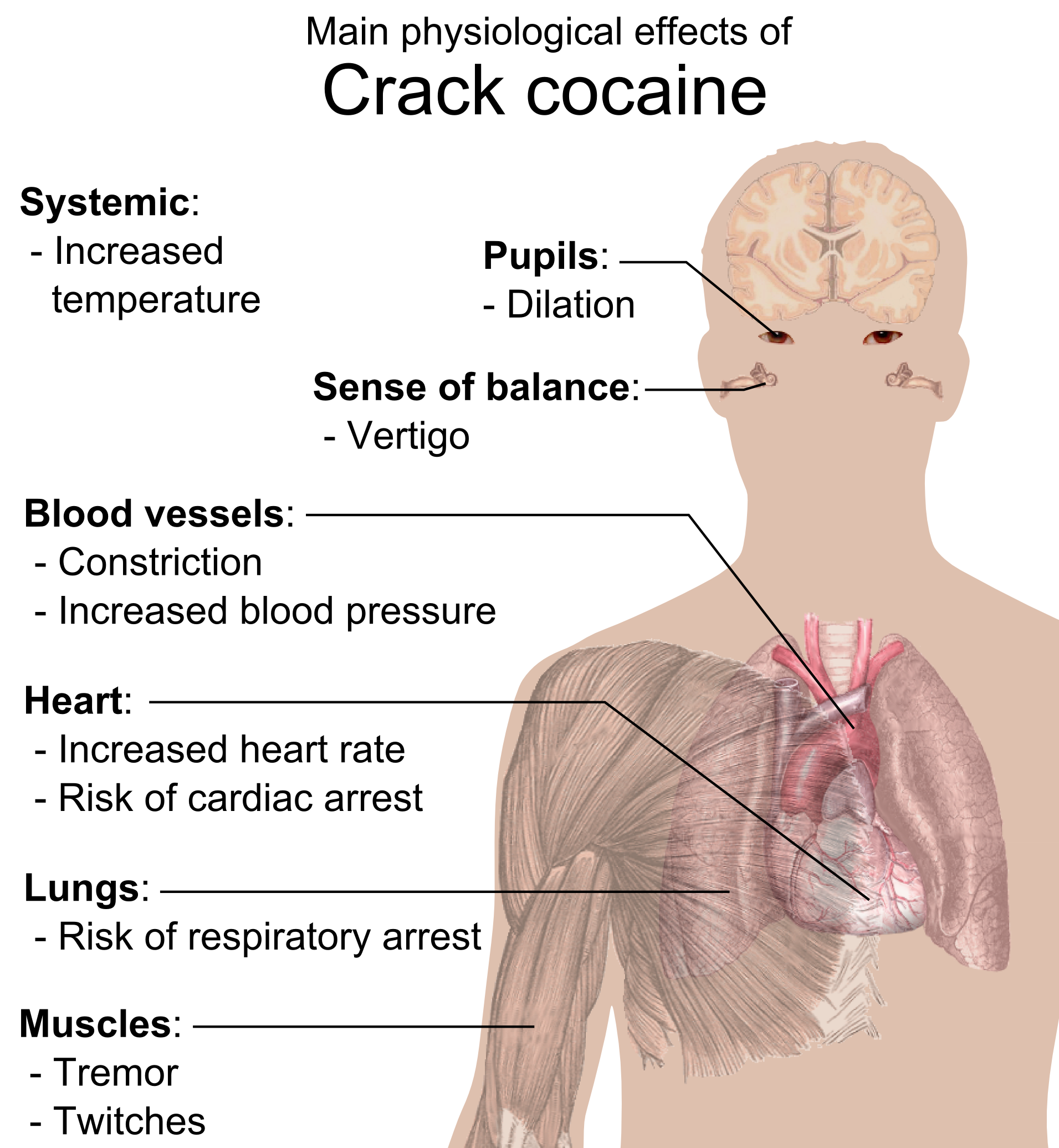
快克可卡因的主要生理影响

由於快克是一種非法藥物，因此使用者可能會食用到不純或偽造的藥物，這可能帶來額外的健康風險。

### 生理
古柯鹼的短期生理效應包括血管收縮、瞳孔擴大以及體溫、心率和血壓升高。一些古柯鹼使用者表示有躁動、煩躁和焦慮的感覺。在極少數情況下，首次使用古柯鹼可能會導致猝死或不可預見的意外發生。古柯鹼相關的死亡通常是由於心臟驟停或癲癇發作繼之呼吸驟停而死亡。像其他形式的古柯鹼一樣，吸食會增加心率和血壓，從而導致長期的心血管疾病。一些研究表明，與其他服用古柯鹼的方法相比，吸食快克或游離鹼的古柯鹼具有更多的健康風險。這些問題中的許多問題都與甲基乙炔嘧啶的釋放及其對心臟、肺、和肝臟的影響有關。

### 吸食過量
使用者的典型反應是要再次注射該藥，但是，大腦中的多巴胺水平需要很長時間才能自我補充，每次吸食都會導致欣快感逐漸降低。但是，一個人可能會在不睡覺的情況下過量吸食三天或更長時間。
過量吸食古柯鹼，在此期間反复服用高劑量的毒品，會導致煩躁、不安和偏執狂。這可能會導致全面的偏執性精神病，使個人失去與現實的聯繫並發生幻聽。
大量的古柯鹼（幾百毫克或更多）可以增加使用者的欣快感，但也可能導致異常、不穩定和暴力行為。大量服用可引起震顫、眩暈、肌肉抽搐、偏執狂，或反复服用則可能引起類似於苯丙胺中毒的毒性反應。